# Five Score and Seven Years Ago
Five Score and Seven Years Ago är den kristna pop/rock-gruppen Relient K:s femte studioalbum och släpptes 2007.

## Låtlista
1. "Plead the Fifth" a cappella – 1:13
2. "Come Right Out and Say It" – 3:00
3. "I Need You" – 3:18
4. "The Best Thing" – 3:28
5. "Forgiven" – 4:05
6. "Must Have Done Something Right" – 3:19
7. "Give Until There's Nothing Left" – 3:27
8. "Devastation and Reform" – 3:41
9. "I'm Taking You with Me" – 3:28
10. "Faking My Own Suicide" – 3:23
11. "Crayons Can Melt on Us for All I Care" – 0:10
12. "Bite My Tongue" – 3:30
13. "Up and Up" – 4:03
14. "Deathbed" – 11:05